# 2017年南美青年運動會
第二屆南美青年運動會將於2017年在智利聖地亞哥舉行。南美洲體育組織的14個國家奧委會都將派選手參加此次賽事。